# Análise do Discurso Ecossistêmica
A Análise do Discurso Ecossistêmica (ADE) é o ramo da Linguística Ecossistêmica (LE) dedicado ao estudo de textos-discursos. A LE, por sua vez, é uma das variantes da Ecolinguística, nome utilizado pelos ecolinguistas europeus e de outras partes do mundo. O nome dado ao objeto da ADE, texto-discurso, é preferível a simplesmente “discurso”, uma vez que discurso está sempre materializado em um texto, que sempre contém um discurso.
Já existem muitos modelos de Análise do Discurso, mas, quase todos eles partem de uma visão cartesiana de mundo, que vê em seu objeto de estudo algo fragmentado, a começar pela divisão entre corpo e mente. Isso favorece ênfase no conflito, como o conflito de classes, em que uma classe dominante se opõe a uma classe dominada. É uma visão de mundo que privilegia a competição, não a cooperação; a mudança revolucionária, não a evolucionária; o conflito, não a harmonia. Sabemos que na natureza – e até na sociedade – a evolução biológica normalmente se dá mais evolucionária e cooperativamente, ou seja, pela adaptação. Até a formação dos corpos celestes se dá pela junção de corpos menores para formar um corpo maior. A ruptura abrupta existe também, mas apenas para dar início a um novo processo de evolução, como o Big Bang ou as revoluções políticas que visam a implantar um novo regime. Passado o momento de negação do regime anterior, inicia-se um processo de construção, que exige cooperação, colaboração, interações harmoniosas, harmonia, comunhão.
Se observarmos bem a história recente, veremos que muitos regimes que surgiram com ênfase paroxística no conflito contra o regime anterior ruíram, como o nazifascismo e os regimes comunistas do Leste Europeu; ou entraram em um processo de ruína, como aconteceu com a Albânia, a Alemanha Oriental, a Romênia e muitos outros, bem como está acontecendo com a Venezuela, a Nicarágua e a Coreia do Norte. Em contraposição, três países que perderam a II Guerra Mundial (Alemanha, Japão e Itália), mas não adotaram uma atitude de revanche contra o vencedor, se tornaram potências econômicas. O regime comunista chinês iniciado com Mao Tsé-Tung também surgiu por oposição ao que havia antes, porém, está se adaptando aos poucos às novas exigências do mundo globalizado e, com isso, a China está se tornando a maior potência econômica do mundo. É claro que aqui não se julga o mérito dessas opções. O importante a ressaltar é que a visão totalizante da ADE implica cooperação, harmonia e adaptação; adaptação implica evolução, dinamismo. Sem obedecer a esses princípios, dificilmente se pode construir algo, mas apenas destruir.
Na política brasileira dos últimos tempos se tem visto uma polarização entre direita e esquerda. Uma assume o poder hostilizando e às vezes demonizando a outra. Nenhuma delas, porém, tem conseguido a tranquilidade necessária para levar o país à desejada prosperidade, justamente devido às relações desarmônicas, não comuniais que cultivam. Suas posturas ideológicas dividem os brasileiros, causando confrontos até mesmo no seio de famílias.
Grande parte dos modelos de Análise do Discurso tradicionais busca nos textos-discursos a ser analisados questões que têm a ver com ideologias (política, religiosa e outras) e relações de poder, exceto, talvez, a Análise do Discurso Positiva (Martin 2004, 2006; Vian Jr., 2010), embora essa vertente da disciplina não tenha muitos seguidores. Como disse o filósofo da linguagem Peter Finke, praticamente todas as teorias tradicionais partem do ponto de vista lógico (from a logical point of view), não do ponto de vista ecológico (from an ecological point of view), ou visão ecológica de mundo, como se pode ver em Finke (2001, p. 85). O ponto de vista lógico a que Finke se refere é o da visão cartesiana de mundo, que leva à divisão, à fragmentação e à competição.
A Análise do Discurso Ecossistêmica parte da visão ecológica de mundo. Como parte da Linguística Ecossistêmica que é, ela reconhece que os seres humanos e sua cultura estão inseridos em um imenso ecossistema, que inclui todas as espécies vivas. No caso específico dos seres vivos humanos, existem os ecossistemas natural, mental e social, além do englobante ecossistema integral. A ADE começa suas análises partindo do ecossistema natural da língua, constituído de pessoas (P) reais – de carne e osso, que vivem, sofrem, procuram a autorrealização, ser felizes –, vivendo em sua terra (T) e interagindo entre si pelo modo tradicional de interagir, o que inclui os aspectos proxêmicos, cinésicos ou mímicos e paralinguísticos de sua linguagem (L), além dos sons; tudo expresso nas regras interacionais (ver Linguística Ecossistêmica). Portanto, a ADE está preocupada com a defesa incondicional da vida, sem adjetivações, empreendendo uma luta para amenizar ao máximo o sofrimento evitável. Por isso, parte dos seres vivos – humanos e não humanos – em seu ecossistema natural, a partir do qual se chega à sua dimensão mental e social. Os humanos são vistos como seres integrais, que não são apenas cidadãos (dimensão social). Eles têm também uma vida psíquica (mental), pressuposto para a vida social. Sem a base física, natural das pessoas de carne e osso vivendo em sua terra, não haveria vida mental e muito menos vida social. Em síntese, o natural é a base para o mental e o mental é a base para o social. A propósito, os humanos diferem um pouco dos demais animais, que não têm vida psíquica e social tão intensa como eles, o que não significa que sejam superiores aos demais animais.
Para os estudiosos de ADE seria bom ressaltar que o nome “Análise do Discurso” dá a entender que as análises do discurso tradicionais se dedicariam apenas à “análise” dos discursos, não necessariamente a sua interpretação e crítica, embora saibamos que os especialistas da área não se restringem a apenas analisar discursos. Por esses e outros motivos, parece que seria interessante substituir a expressão “análise do discurso” por Discursística, que seria uma designação curta e que lembra Linguística (cf. Couto 2020).

## Caracterização e principais categorias da ADE
Enfatizemos que, além de ser a parte da Linguística Ecossistêmica dedicada ao estudo de textos-discursos, a ADE tem como ponto central e específico a defesa incondicional da vida, e não apenas a dos humanos, mas a de todos os seres vivos. Por isso ela recomenda que seus praticantes intervenham em prol da vida sempre que necessário e possível. Essa defesa inclui uma luta contra o sofrimento evitável. Por fim, a ADE dedica-se preferencialmente a textos-discursos dialógicos, sem excluir os demais. Vale dizer, ela tem os seus textos-discursos preferenciais, os dialógicos, que são seus textos-discursos prototípicos por terem a ver direta ou indiretamente com a interação comunicativa, que é parte da vida quotidiana e definidora da própria língua (ver Linguística Ecossistêmica). A despeito disso, e contrariamente às AD tradicionais, a ADE oferece a possibilidade de se analisar todo e qualquer tipo de texto-discurso.
Enfim, o praticante de Análise do Discurso Ecossistêmica pode se debruçar também sobre os demais tipos de texto, como os monológicos, inclusive os que tratam de temas abstratos, como os textos-discursos científicos, filosóficos etc. Em Couto, Couto & Borges (2015). pode-se ver a tentativa de análise até de um silogismo, um dos textos-discursos mais abstratos que se pode imaginar. As teorias tradicionais podem até tratar desses textos, mas, quando o fazem, em geral é para procurar neles laivos de ideologia e política, como fez Halliday (1990)
Devido a sua filiação indireta à Ecologia, via Linguística Ecossistêmica, a ADE tem muita afinidade com a Biologia, a ciência da vida. Por outras palavras, a ADE também é de algum modo ciência da vida, no sentido de que se preocupa com a sua manutenção e defesa. Em suma, a ADE parte do que é essencial, a vida, de todas as espécies, como defendido pela Ecologia Profunda de Arne Naess. Por isso, ela não é apenas descritiva, como a maioria das disciplinas linguísticas tradicionais. Ela recomenda a seus praticantes que intervenham com o objetivo de defender a vida e amenizar o sofrimento evitável.
As ideologias políticas, partidárias, religiosas – algumas até fundamentalistas – existem, não há como negar. Ora, partido parte, divide. A visão ecológica de mundo, ao contrário, junta, integra, soma, harmoniza. Como no Taoísmo e na visão ecológica de mundo em geral, a ADE parte do todo, não de uma parte, muito menos da parte do conflito, como se pode ver discutido em pormenores em Silva (2020). Uma vez que as ideologias (de todos os tipos) são inevitáveis, a ADE parte da ideologia da vida ou ecoideologia, que é holística, motivo pelo qual engloba as demais ideologias. Em Silva (2020) essa metodologia está explicada inclusive com gráficos.
Como demonstração de que a ADE pode se debruçar sobre todo e qualquer tipo de texto, em Couto & Couto (2015) analisa-se um excerto do livro Novos horizontes no estudo da linguagem e da mente, de Noam Chomsky, de cunho filosófico-linguístico. Em Couto, Couto & Borges (2015), reproduz-se essa análise, acrescentando-se a de um silogismo. No entanto, a análise mais pormenorizada que se encontra nesse livro é a que se fez de um diálogo – texto-discurso prototípico – gravado ao vivo, sem que os interlocutores soubessem que estavam sendo gravados. Posteriormente, eles foram informados do fato e permitiram a divulgação.
Como a ADE é parte da LE, que parte da Ecologia, todas as categorias de ambas em princípio podem ser utilizadas nas análises de textos-discursos feitas no arcabouço da ADE. Entre essas categorias da Ecologia poderíamos mencionar interação (harmônica, desarmônica), holismo, diversidade, evolução, adaptação etc. Sendo assim, como é possível haver categorias específicas da ADE, já que ela é parte da LE? O que acontece é que suas categorias específicas são invisíveis “a olho nu” da perspectiva ampla da LE. É necessário fazer uma aproximação do foco mediante o método da focalização (Garner 2004) a fim de se obter uma visão microscópica dos detalhes invisíveis macroscopicamente. Entre os detalhes invisíveis da perspectiva macroscópica encontram-se, por se partir da dimensão natural, biológica: 1) a defesa da vida; 2) a luta contra o sofrimento; 3) a recomendação aos praticantes que intervenham em prol da vida (Silva, 2020, 2021).
Já foi dito que, por ser ecossistêmica seu conceito central é interação, motivo pelo qual a língua não é mero instrumento de comunicação; ela é a própria comunicação ou interação comunicativa. Esse é o motivo de o objeto de estudo preferencial e prototípico da ADE ser o texto-discurso dialógico. Mas, como fez Bakhtin, ela encara os textos-discursos considerados monológicos como apresentando uma dialogia interna, como se o autor estivesse dialogando consigo mesmo ou imaginando um possível interlocutor ao compor sua obra, processo em que cada parágrafo seria uma espécie de réplica. Só depois da obra completa existe a possibilidade de diálogo com algum interlocutor real, que pode ser um leitor ou um crítico, como está discutido em Couto & Couto (2019).
Vimos que como consequência da defesa da vida, o praticante de ADE age para tentar evitar o sofrimento evitável, e que deve ser evitado. Pois bem, o sofrimento pode ser pelo menos de três tipos: natural (físico), mental (psicológico) ou social. Sofrimento natural se dá quando há espancamento, agressão física (estupro, soco, facada, tiro), homicídio etc. Sofrimento mental pode ser causado por tortura mental, agressão verbal, assédio moral etc. Sofrimento social é provocado por difamação, desmoralização de alguém, perante a comunidade em que vive etc. Na atualidade ele tem sido muito comum mediante a disseminação de notícias falsas (fake news) nas redes sociais, frequentemente sob o manto do anonimato. Em suma, sofrimento evitável é aquele causado por algum tipo de violência. Porém, existe a dor/sofrimento inevitável, que existe para que o ser vivo evite a mutilação do próprio corpo e a fim de manter a própria integridade física (Fernandes 2021).
Vejamos um exemplo de violência que causa dor física e um que causa dor física, mental e até social. O sofrimento físico máximo é a morte, como acontece nos casos de infanticídio entre alguns grupos étnicos ameríndios. Muitos antropólogos alegam que a prática faz parte da cultura do grupo, portanto, impedi-la levaria sofrimento social a seus membros. O praticante de ADE, porém, considera o sofrimento físico (morte) da criança mais importante, portanto, sempre que possível, deve-se intervir a fim de impedi-lo. Tradições culturais mudam ao longo do tempo, mas a morte é irreversível.
O sofrimento que causa dor física, mental e social pode ser exemplificado com o marido que chega bêbado em casa e agride verbal e até fisicamente a esposa. Em alguns casos ele chega a matá-la. Em geral os praticantes de AD tradicionais a defendem por ser mulher; os praticantes de ADE a defendem por ser um ser vivo que está sofrendo, ou seja, em nome de uma causa maior. Naess sempre enfatizou que incluir os seres não humanos na defesa da vida não implica em misantropia. O mesmo princípio pode ser aplicado a outros casos de sofrimento, como o causado por feminicídio, androcentrismo (machismo), o etnocentrismo, homofobia, enfim, por ódio a LGBTQ+ e assemelhados. A categoria ecológica da diversidade leva a um reconhecimento do diferente, não para aderir a ele, mas para respeitá-lo, como defendido em Fernandes (2021).  

## Pequeno histórico
Como precursores da ADE, pode-se mencionar em primeiro lugar Fill (1987, 1993) e Halliday (1990), que foram também os precursores da LE. Porém, a proposta inicial, específica da disciplina se deu com a publicação de Couto (2013), seguida de Alexander & Stibbe (2014) Em Couto (2013), ela foi chamada Linguística Ecossistêmica Crítica, mas, logo a seguir, recebeu o nome de Análise do Discurso Ecológica (Couto & Couto 2015). Este é o nome que se vê na capa de Couto, Couto & Borges (2015), que é um livro de introdução à disciplina. Como em outros países também se tem usado o termo ‘Análise do Discurso Ecológica’, embora seja com conteúdo diferente, passou-se, finalmente, a usar o nome Análise do Discurso Ecossistêmica, ressaltando assim sua pertinência à Linguística Ecossistêmica. O importante é que essas mudanças no nome não influíram em nada no conteúdo da teoria. Tanto que a sigla a partir da primeira mudança permaneceu a mesma, ADE. A despeito dessa última mudança, a expressão Análise do Discurso Ecológica pode continuar sendo usada, sem nenhum prejuízo epistemológico. Na própria Ecologia às vezes se usa “ecossistema” por “ecologia” e vice-versa.
Em Couto & Albuquerque (2015) e Couto, Dourado, Silva & Avelar Filho (2017) encontram-se muitos ensaios sobre diversos fenômenos textuais-discursivos da perspectiva da ADE. Em ECO-REBEL v. 7, n. 1, 2021 também.